# Remiornis heberti
Il remiornite (Remiornis heberti) è un uccello estinto, probabilmente appartenente ai ratiti. Visse nel Paleocene superiore (circa 58 - 55 milioni di anni fa) e i suoi resti fossili sono stati ritrovati in Europa.

## Descrizione
Questo animale è noto solo per fossili molto parziali delle zampe, ed è quindi impossibile ricostruirne adeguatamente l'aspetto. In ogni caso, il notevole spessore delle pareti delle ossa delle zampe indica che Remiornis doveva essere un animale robusto, probabilmente un potente camminatore incapace di volare. Remiornis era un animale di grandi dimensioni: a giudicare dalla proporzioni delle ossa delle zampe, è probabile che fosse altro tra 1,5 e 2 metri.

## Classificazione
Remiornis heberti venne descritto per la prima volta nel 1881 da Victor Lemoine, sulla base di fossili (un tarsometatarso parziale) ritrovati nel giacimento di Cernay, nella regione di Champagne-Ardenne in Francia. Lo stesso Lemoine descrisse un'altra specie (R. minor) sulla base di altri fossili ritrovati nello stesso giacimento, in seguito considerati identici a R. heberti. 
La morfologia delle ossa delle zampe di Remiornis è stata messa in correlazione con alcuni generi di ratiti estinti come Mullerornis, Eremopezus e Stromeria, e per questo motivo è stato a volte attribuito alla famiglia Aepyornithidae, comprendente i ben noti "uccelli elefante" del Madagascar. Altri studi indicano che Remiornis era un rappresentante basale dei ratiti; nonostante fosse uno dei ratiti più antichi, l'europeo Remiornis non è quasi mai considerato negli studi riguardanti i modelli di dispersione dei ratiti dal Gondwana verso i continenti settentrionali.